# جوش سوير
جوش سوير (بالإنجليزية: Josh Sawyer)‏ هو مطور ألعاب فيديو ‏ وعالم حاسوب أمريكي، ولد في 18 أكتوبر 1975 في فورت أتكينسون في الولايات المتحدة.

## وصلات خارجية
- جوش سوير على موقع IMDb (الإنجليزية)